# Bazilika Navštívení Panny Marie (Frýdek-Místek)
Kostel Navštívení Panny Marie ve Frýdku-Místku je římskokatolický poutní kostel. Barokní chrám, dostavěným roku 1777, byl roku 1999 povýšen na basiliku minor. Nachází se na místě zvaném Vápenky ve Frýdku-Místku. V roce 2018 byl celý areál prohlášen národní kulturní památkou.

## Historie

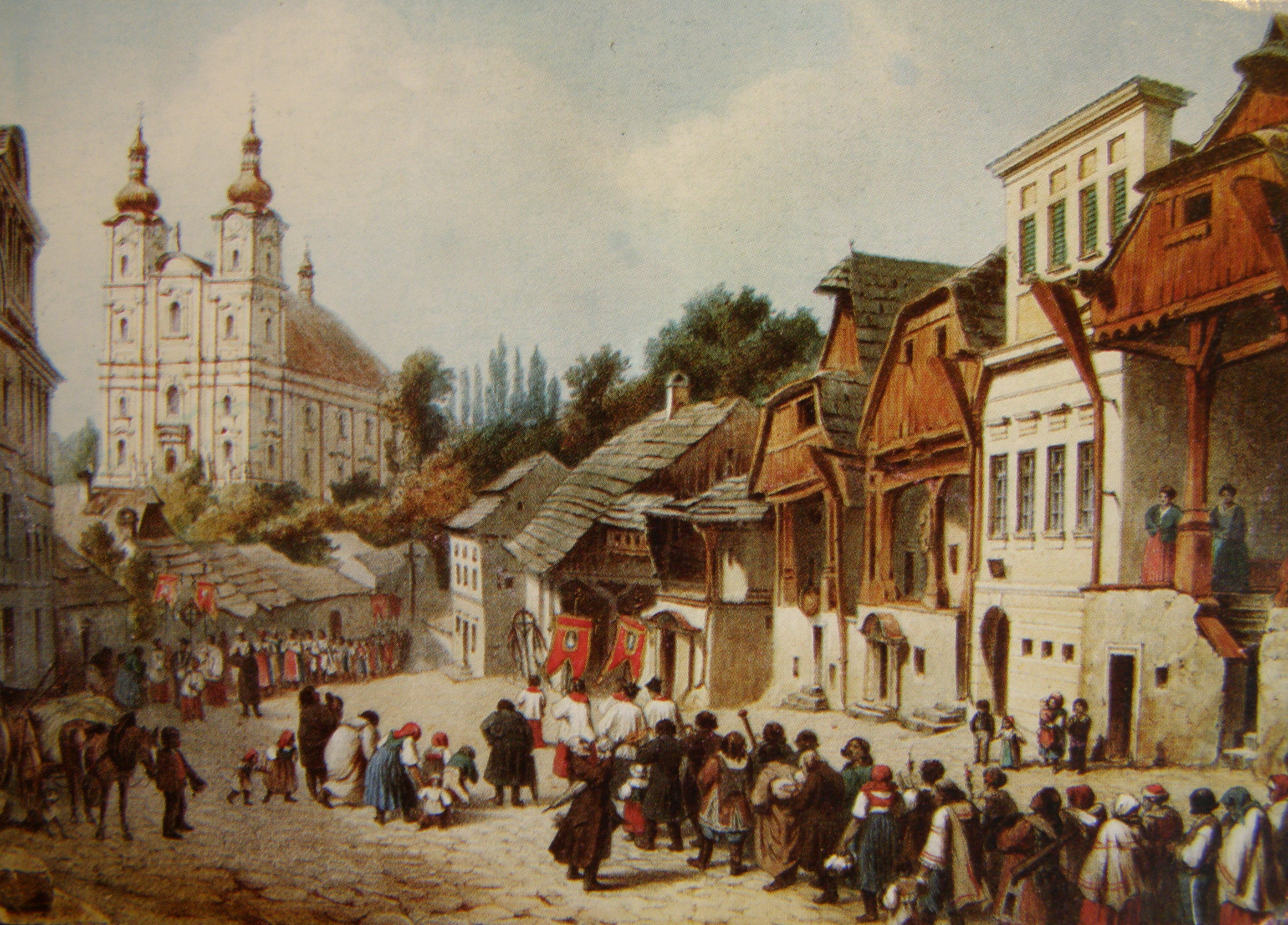
Procesí k poutnímu kostelu na dobovém vyobrazení

Chrám byl postaven na místě zvaném Vápenky, kde v polovině 17. století podle pověsti dělníci nalezli při kopání hlíny kamennou sochu Panny Marie, kterou přenesli do farního kostela, ale dalšího dne ji nalezli opět na původním místě. Na tomto místě byla nakonec ponechána. Jiný pramen uvádí, že sochu nechal roku 1665 vytesat František Eusebius z Oppersdorfu. Jisté však je, že od poloviny 17. století do Frýdku přicházelo množství poutníků, kterých po vybudování dřevěné kaple nad sochou roku 1706 stále přibývalo.
Základní kámen kostela byl položen 1740, stavbu vedl Bartoloměj Wittner. Roku 1759 byl chrám vysvěcen, avšak až roku 1777 byl chrám dokončen. Socha Panny Marie byla umístěna nad svatostánek. Frýdek tak získal dominantu, díky níž je občas nazýván „Slezské Lurdy“.
Význam chrámu byl podtržen 30. srpna 1999, kdy byl kostel povýšen papežem Janem Pavlem II. na basiliku minor.

### Program záchrany architektonického dědictví
V rámci Programu záchrany architektonického dědictví bylo v letech 1995-2014 na opravu památky čerpáno 6 200 000 Kč.
| rok    | 1996  | 1997  | 1998  | 1999  |
| ------ | ----- | ----- | ----- | ----- |
| částka | 2 000 | 1 200 | 1 900 | 1 100 |

V roce 2011 byla dokončena kompletní rekonstrukce venkovních prostor a od září 2011 jsou otevřeny pro veřejnost.

### Národní kulturní památka
31. ledna 2018 přibylo na seznam národních kulturních památek České republiky 19 dalších objektů, které vybralo ministerstvo kultury. Od tohoto dne k nim patří také frýdecká Bazilika minor Navštívení Panny Marie.

## Popis
Chrám je 47,25 m dlouhý, 22,25 m široký a 22,75 m vysoký. Na průčelí má dvě věže o výšce 60 m. Hlavní oltář dokončený po smrti sochaře Jana Schuberta brněnským sochařem Ondřejem Schweiglem roku 1796 nese sochu Panny Marie Frýdecké. V samotném chrámu je osm kaplí. Po stranách hlavní lodi se nachází šest bočních kaplí s oltáři, na pravé straně postupně od oltáře jsou zasvěceny sv. Josefovi, sv. Filipovi a sv. Hedvice; na levé straně pak sv. Michaelovi, sv. Františkovi z Assisi a sv. Janovi z Boha. V kapli sv. Hedviky je také vchod do krypty kostela. Zbývající dvě kaple nalezneme za oltářem (kaple sv. Jana Nepomuckého) a u presbytáře (kaple sv. Kříže).
V bezprostředním okolí baziliky se nachází areál Křížové cesty, upravený do podoby parku. Samotná křížová cesta je ve formě 14 kaplí a obkolesuje chrám zezadu ve tvaru široké podkovy. Křížová cesta byla vysvěcena v roce 1877. Mezi kaplemi křížové cesty se v ose chrámu dále nalézá kaple Nejsvětějšího Srdce Páně a Panny Marie, zvaná Římská. Prostranství před vchodem do chrámu zdobí řada plastik a misijní kříž. Celý areál je ohrazen a vstup je možný především během bohoslužeb.